# Stade Marcel Tribut
Het Stade Marcel Tribut, ook kortweg Stade Tribut of Tribut, is een voetbalstadion in de Noord-Franse havenstad Duinkerke. Voetbalclub USL Dunkerque werkt er zijn thuiswedstrijden af. Het stadion biedt momenteel plaats aan ongeveer 5.000 toeschouwers.

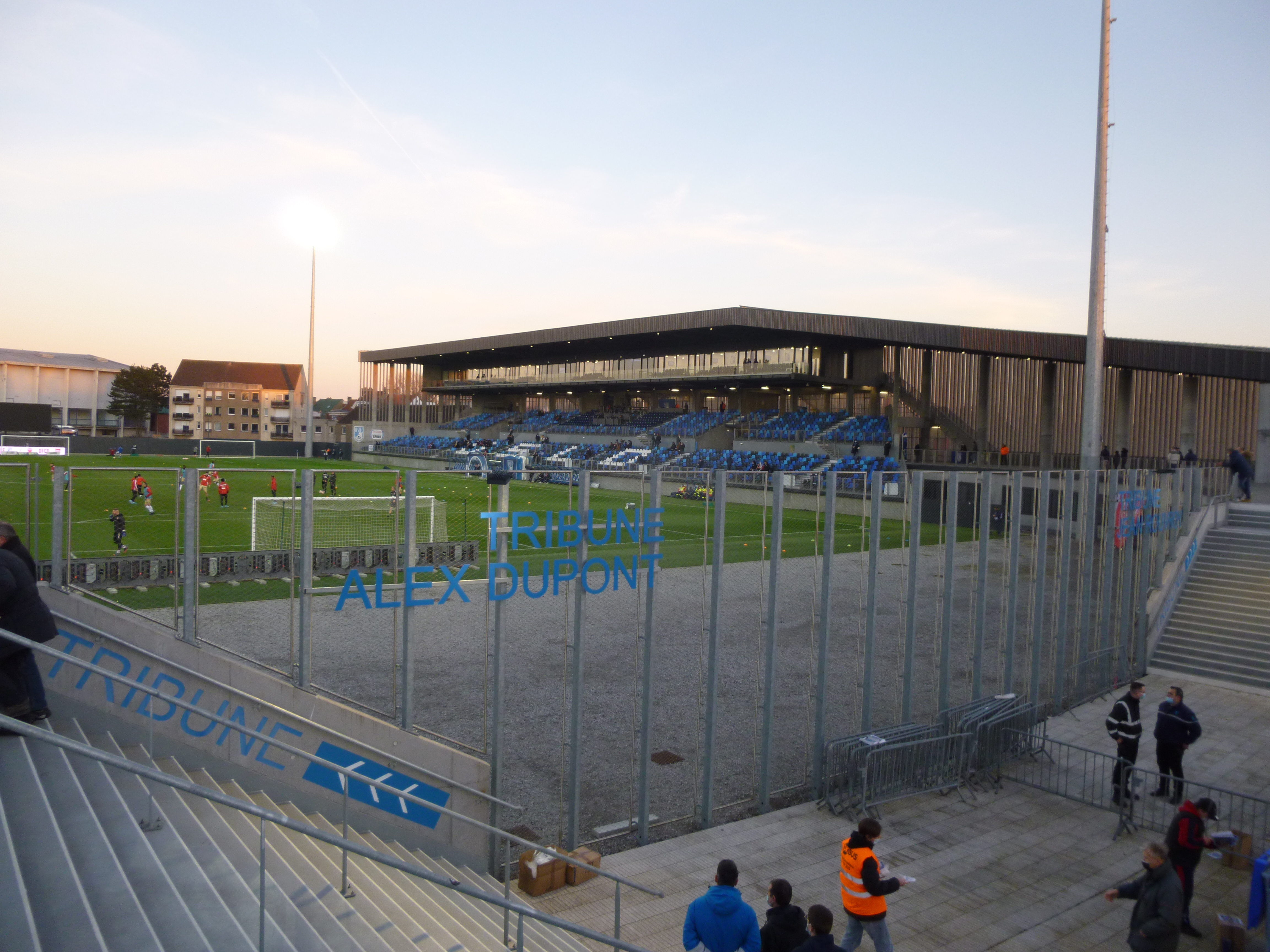
Zicht op de Tribune Jean Rouvroy van het Stade Marcel Tribut.

## Geschiedenis
Het stadion is vernoemd naar lokale voetbalpionier Marcel Tribut. Het plaatselijke Union Racing Dunkerque Malo neemt in 1933 als eerste de sportlocatie in gebruik. Gedurende de Tweede Wereldoorlog loopt het stadion aanzienlijke schade op. Heropbouwwerken tussen 1957 en 1967 zijn hiervan het gevolg.

## Renovatie
Tussen 2018 en 2022 is het stadion getuige van ingrijpende verbouwingswerken. Onder andere twee nieuwe tribunes (Tribune Alex Dupont en Tribune Jean Rouvroy) zien dan het levenslicht. Op 22 januari 2022 wordt de eerste competitiewedstrijd in het vernieuwde Stade Marcel Tribut gespeeld. USL Dunkerque en de bezoekers van FC Sochaux-Montbéliard laten op de tweeëntwintigste speeldag van de Ligue 2 een doelpuntloos gelijkspel optekenen.

## Locatie
Het Stade Marcel Tribut is gelegen aan de Avenue du Stade in Duinkerke. Het stadsplein Place Jean Bart bevindt zich op ongeveer één kilometer afstand. Naast Tribut is het multifunctionele sportcomplex Stades de Flandres gelegen, een indoor sportarena die als thuishaven van handbalclub Union Sportive Dunkerque Handball Grand Littoral fungeert.